# Судаково (городской округ Домодедово)
Судаково — деревня  в Московской области. Входит в городской округ Домодедово.
Расположена у западных окраин города Домодедово, в 4 км к юго-западу от его микрорайона Востряково.

## История
До 20 августа 1960 года деревня Судаково была центром Судаковского сельсовета, переименованного после переноса центра из деревни Судаково в центральную усадьбу совхоза «Одинцово-Вахромеево» в Одинцовский сельсовет.
С 1960 до 1994 гг. деревня входила в Одинцовский сельсовет, с 1994 до 2007 гг. — в Одинцовский сельский округ Домодедовского района.

## Население
| 2002 | 2010 |
| ---- | ---- |
| 342  | ↘308 |